# Честер (Јужна Каролина)
Честер (енгл. Chester) град је у америчкој савезној држави Јужна Каролина.

## Демографија
По попису из 2010. године број становника је 5.607, што је 869 (-13,4%) становника мање него 2000. године.
| Група             | 2000.         | 2010.         |
| Белци             | 2.338 (36,1%) | 1.769 (31,5%) |
| Афроамериканци    | 4.032 (62,3%) | 3.672 (65,5%) |
| Азијати           | 18 (0,3%)     | 11 (0,2%)     |
| Хиспаноамериканци | 54 (0,8%)     | 69 (1,2%)     |
| Укупно            | 6.476         | 5.607         |